# Yrkesvux
Yrkesvux (förkortning för yrkesvuxenutbildning) är en svensk kommunal vuxenutbildning (komvuxutbildning) på gymnasienivå,  och yrkesutbildning. Yrkesvuxutbildningar kan till exempel vara inriktade på hantverk, teknik, vård och omsorg, handel eller restaurangbranschen. Syftet med yrkesvux är att med hög sannolikhet leda till arbete, att ge vuxna möjlighet att omskola sig och byta karriär, eller att vidareutbilda sig inom sitt nuvarande yrkesområde. Yrkesvux är en flexibel utbildningsform som ska kunna anpassas för vuxna elever med olika behov och förutsättningar. 
Det är kommunen som eleven är folkbokförd i som bekostar och beslutar om komvuxutbildningar. Utbildningen ska utformas enligt förordning (2011:1108) om vuxenutbildning. Kommuner kan söka statsbidrag för att ge yrkesvuxutbildningar inom specifika områden. Yrkesvuxutbildningar är betydligt mer kostnadseffektiva att ge än motsvarande arbetsmarknadsutbildningar, både räknat som kostnad per deltagare och kostnad per deltagarvecka.